# Mitglieder der Bürgerschaft der Hansestadt Lübeck (1903)

Portal:Lübeck/Projekt Bürgerschaft 1848-1937

Die Zusammensetzung der Bürgerschaft der Hansestadt Lübeck im (Ergänzungs-)Wahljahr 1903.
Die Hansestadt Lübeck als Mitglied des Deutschen Bundes, später des Norddeutschen Bundes und des deutschen Kaiserreichs kannte für ihre Bürgerschaft bis 1919 keine Legislaturperioden. Vielmehr wurde immer nur die Hälfte der Abgeordneten der Bürgerschaft des Stadtstaates bei Wahlen neu gewählt, so dass die Kontinuität der parlamentarischen Arbeit stärker gewahrt blieb, aber auch in kürzeren zeitlichen Intervallen gewählt wurde. Bei diesen Ergänzungswahlen wurden auch durch Tod oder Mandatsniederlegung frei gewordene Sitze der „anderen“ Hälfte der Bürgerschaft durch Nachwahl wieder besetzt.
Die Bürgerschaft wurde vom Wortführer einberufen, der zwei Stellvertreter hatte. Die Bürgerschaft bildete aus ihrer Mitte einen kleineren Bürgerausschuss als eine Art Rumpfparlament mit erweiterten Kompetenzen. Die Liste führt daher für das Jahr 1903 sowohl die in diesem Jahr ausscheidenden, wie auch die neugewählten Mitglieder auf.

## Wortführer der Bürgerschaft
- Brehmer, Adolf, d. R. Dr.

## Stellvertretende Wortführer der Bürgerschaft
< bis Juli 1903.
- Rabe, Eduard
- Schorer, Theodor

## Mitglieder der Bürgerschaft

### Mitglieder bis Juli 1903
| - Benn, Hans Heinrich - Bernstein, Friedrich August - Brecht, Ernst Walther - Busson, Johannes Adolf Kornelius - Grube, Johann Heinrich - Gusmann, Otto - Hartwig, Friedrich Heinrich Johannes - Heinsohn, Wilhelm - Heitmann, Johann Adolph - Hildebrandt, Heinrich Friedrich | - Hobe, Heinrich Johannes - Hofstaetter, Eduard Karl Gustav, d. A. G. Dr. - Hübner, Johannes Christian Gerhard - Javpe, Eduard Georg Theodor - Knabjohann, Heinrich Christian Jakob - Lange, Hermann - Leverkühn, August Otto Autor, d. R. Dr. - Mangels, Friedrich Wilhelm - Mollwo, Ludwig Wilhelm Heinrich - Niemann, Heinrich | - Oldenburg, Heinrich August Andreas - Quittenstädt, Emil Ludwig Otto Jakob - Reuter, Friedrich Ernst Emanuel, d. A. G. Dr. - Schultz, Heinrich Josef Georg August - Schwartzkopf, Friedrich Wilhelm - Steffen, Jakob Heinrich - Stiller, Ernst Wilhelm August - Wengenroth, Wilhelm Theodor - Wichmann, Franz Louis Georg, d. A. G. Dr. |

### Mitglieder bis Juli 1905
| - Bade, Jürgen Peter Markus - Boldemann, John Ernst Ferdinand - Boye, Johannes Christian Gottfried - Brehmer, Adolf, d. R. Dr. - Buchwald, Max Karl - Buck, Heinrich Theodor - Buhrmann, Johannes Karl Theodor - Coleman, Charles - Cuwie, Wilhelm Christian - Dimpker, Karl Friedrich Robert - Ehlers, Hans Hinrich Jochen - Eschenburg, Albrecht Theodor, d. A. G. Dr. - Ewers, Hartwig Peter Friedrich - Görtz, Heinrich Adolf, d. R. Dr. | - Hahn, Hermann Julius - Heidenreich, Ernst Karl Konrad - Heise, Julius Ludwig Heinrich - Hempel, Paul - Jenne, Max - Meeths, Johann Friedrich Hermann - Meincke, August Friedrich Karl - Meyer, Hermann - Meyer, Jakob Heinrich Friedrich, d. A. G. Dr. - Mühsam, Siegfried Seligmann - Müller, Ernst Ludwig Julius, Dr. d. Phil. - Neumann, Johann Martin Andreas, d. R. Dr.\| - Peckelhoff, Heinrich Otto Wilhelm - Petit, Charles Hornung - Quitzow, Richard Friedrich Johannes Gustav Buchhändler - Rabe, Eduard - Ritter, Karl Heinrich Christian - Sartori, Heinrich Friedrich Theodor - Schorer, Theodor - Schulz, Hans Joachim Peter - Siemssen, Christian August - Stallbaum, Karl Heinrich - Stender, Wilhelm Ludwig Friedrich - Thiel, Heinrich Ludwig - Wilms, Johann Samuel |

### Mitglieder bis Juli 1907
| - Alm, Karl Johann Friedrich - Baethcke, Ludwig Hermann, Dr. d. Phil. - Benda, Johannes Daniel, d. R. Dr. - Blunck, Karl Heinrich Friedrich - Bodeker, Eberhard Heinrich - Dahms, Johannes Wilhelm Otto - Dobberstein, Hermann Johann Friedrich - Evers, Friedrich Wilhelm - Evers, Johann Heinrich - Evers, Johannes Hermann Friedrich - Fehling, Hermann Wilhelm - Fust, Johannes Heinrich Ernst - Gädeke, Wilhelm, d. R. Dr. - Heinrich, Franz Richard Oskar - Heyck, Ludwig Thomas Heinrich | - Hildebrandt, Christoph Hinrich Friedrich - Höppner, Johannes August Andreas - Jäde, Gustav Heinrich Matthias - Kahns, Johannes Nikolaus Christian - Kähler, Heinrich Ludwig Theodor - Kähler, Rudolf Karl Friedrich - Köhn, Gustav Heinrich Rudolf - Lauenstein, Friedrich Christian - Maak, Johann Heinrich August - Muss, Hermann Heinrich - Otte, Hermann Peter Karl - Piehl, Heinrich Richard - Priess, Georg Albrecht, d. R. Dr. - Prösch, Johann Jochen Heinrich - Rosenquist, Karl Heinrich Ernst | - Scharbau, Johannes Joachim Heinrich - Scharff, Heinrich Gustav - Schärffe, Karl Friedrich Gottlieb - Schnell, Karl Martin Albert - Schulmerich, Wilhelm Johann Friedrich - Schwartz, Friedrich Johannes Georg - Sommer, Georg Friedrich Hermann, d. R. Dr. - Steffen, Friedrich Johann Hinrich - Tegtmeyer, Georg Eduard - Tegtmeyer, Heinrich Ferdinand - Thiel, Rudolf - Vermehren, Julius, d. R. Dr. - Wetzke, Gustav Theodor, Dr. d. Phil. - Windel, Hermann August - Piehl, Franz Heinrich Paul, d. A. G. Dr. |

## Bürgerausschuss

### Wortführer des Bürgerausschusses
- Benda, Johannes Daniel, d. R. Dr.
  - bis Juli 1903

### Stellvertretende Wortführer des Bürgerausschusses
- Fehling, Hermann Wilhelm.
- Sartori, Heinrich Friedrich Theodor.

### Mitglieder des Bürgerausschusses

#### Ausschussmitglieder erwählt am 23. Januar 1901 bzw. 16. September 1901
- Ritter, Karl Heinrich Christian
- Tegtmeyer, Georg Eduard

#### Ausschussmitglieder erwählt am 15. Juli 1901
| - Baethcke, Ludwig Hermann, Dr. d. Phil. - Benda, Johannes Daniel, d. R. Dr. - Brecht, Ernst Walther - Buchwald, Max Karl - Cuwie, Wilhelm Christian | - Fehling, Hermann Wilhelm - Görtz, Heinrich Adolf, d. R. Dr. - Heinsohn, Wilhelm - Jenne, Max - Quitzow, Richard Friedrich Johannes Gustav | - Sartori, Heinrich Friedrich Theodor - Sommer, Georg Friedrich Hermann, d. R. Dr. - Stiller, Ernst Wilhelm August - Vermehren, Julius, d. R. Dr. - Wengenroth, Wilhelm Theodor |

#### Ausschussmitglieder erwählt am 21. Juli 1902
| - Alm, Karl Johann Friedrich - Boldemann, John Ernst Ferdinand - Eschenburg, Albrecht Theodor, d. A. G. Dr. - Gusmann, Otto - Hahn, Hermann Julius | - Lange, Hermann - Meeths, Johann Friedrich Hermann - Meyer, Jakob Heinrich Friedrich, d. A. G. Dr. - Mühsam, Siegfried Seligmann | - Peckelhoff, Heinrich Otto Wilhelm - Priess, Georg Albrecht, d. R. Dr. - Schwartzkopf, Friedrich Wilhelm - Elender, Wilhelm Ludwig Friedrich. |

## Protokollführer der Bürgerschaft
- Fehling, Johannes Emanuel, erwählt den 30. Juni 1902.

## Protokollführer des Bürgerausschusses
- Bruns, Friedrich, Dr. d. Phil., erwählt den 19. März 1902.

## Kommissar des Senats
Kommissar des Senates für die Verhandlungen mit der Bürgerschaft und dem Bürgerausschusswar der Senator Johann Georg Eschenburg. Siehe auch: Lübecker Senat 1903 und 1904.